# Dedinszky János (színművész)
Dedinszky János (19. század) színész, színházi szakíró.

## Művei
A pozsonyi német színház színésze volt, munkáit is ott jelentette meg:
- Journal des königl. freistädtischen Theaters in Pressburg. Pressburg, 1844.[1]
- Journal des freistädtischen Theaters in Oedenburg. Den Freunden und Gönnen der Kunst zum neuen J. 1845. gewidmet. Oedenburg, 1845.
- Journal des freistädtischen Theaters in Oedenburg… Zum Abschied gewidmet. Uo. 1845.
- Zum neuen J. 1846. gewidmet. Uo. 1845.
- Herbstblumen. Zum Abschiede allen… Theater-Gönnern gewidmet. Raab 1847.